# Albert Gehlen
Albert H. Gehlen (Elsenborn, 1 april 1940) is een voormalige Belgische politicus voor de Duitstalige CSP en haar Franstalige tegenhangers PSC en cdH.

## Levensloop
Gehlen promoveerde in 1964 tot licentiaat in Germaanse filologie aan de Universiteit Luik en werd leraar Duits in het hoger secundair onderwijs aan het Instituut Maria Goretti in Sankt Vith.
Hij werd begin jaren '70 politiek actief bij CSP en was er van 1971 tot 1976 de voorzitter van. Voor de CSP zetelde hij van 1973 tot 1984 in de Cultuurraad voor de Duitse Cultuurgemeenschap en van 1984 tot 2004 in de Raad van de Duitstalige Gemeenschap; tot juni 1991 als rechtstreeks gekozen lid, daarna tot april 1995 als lid met raadgevende stem, van april tot juni 1995 nogmaals als rechtstreeks gekozen lid, van juni 1995 tot 1999 nog eens met raadgevende stem en ten slotte van 1999 tot 2004 opnieuw als rechtstreeks verkozene. In dit orgaan was hij van 1973 tot 1977 fractieleider voor zijn partij, daarna was hij van 1977 tot 1981 voorzitter van de Cultuurraad voor de Duitse Cultuurgemeenschap en van 1981 tot 1982, van 1986 tot 1990 en van 1999 tot 2004 weer fractieleider voor de CSP. 
In 1981 werd Gehlen voor de PSC verkozen tot lid van de Kamer van volksvertegenwoordigers voor het arrondissement Verviers, waar hij bleef zetelen tot aan de verkiezingen van 1995. In de Kamer was hij van 1988 tot 1995 secretaris en in maart 1992 tijdelijk PSC-fractievoorzitter. Door het toen bestaande dubbelmandaat was hij van 1981 tot 1995 ook lid van de Waalse Gewestraad en de Raad van de Franse Gemeenschap. In de Waalse Gewestraad was hij van 1985 tot 1988 voorzitter van de commissie Ruimtelijke Ordening, Landelijk Leven en Water. In de legislatuur 1991-1995 was hij de enige Duitstalige verkozene in het federaal parlement, in het Waals Parlement en in de Raad van de Franse Gemeenschap. Bij de verkiezingen van mei 1995 opteerde Gehlen voor de Kamer en stond hij als eerste opvolger op de PSC-lijst voor het arrondissement Verviers. Een maand later, in juni 1995, werd hij opnieuw volksvertegenwoordiger in vervanging van Melchior Wathelet, die vice-eerste minister en minister van Landsverdediging werd in de regering-Dehaene II. Hij zetelde tot aan de verkiezingen van 1999 en werd toen niet herkozen.
In oktober 1982 werd hij ook verkozen tot gemeenteraadslid van Sankt Vith en werd er burgemeester van 1989 tot 1994, waarna hij naar de oppositie werd verwezen en twaalf jaar lang CSP-fractievoorzitter in de gemeenteraad werd. In 2006 nam Gehlen, na meer dan dertig jaar activiteit, afscheid van de politiek.